# Himmlischer Lieder
Himmlischer Lieder (komplett titel: Johann Ristens Himmlischer Lieder. Mit sehr anmuthigen, mehrentheils von J Schopen gesetzten Melodeyen) är en koralbok utgiven 1642 i Lüneburg av Johann Risten (ev samma som Johannes Rist eller kanske bara tryckarens/utgivarens namn) med kompositioner av Johann Schop.
Minst en melodi av Johann Schop är enligt 1921 års koralbok med 1819 års psalmer hämtad härur till psalmerna nr 136, 148, 343, 356, 413, 426, 443, 500, 532 och 624.

## Psalmer
- Helge Ande, hjärtats nöje (1695 nr 184, 1819 nr 136, 1937 nr 136) "Melodins huvudtext" om än "Herre signe du och råde" är mer bekant som huvudtext 
  - Ack, vi ästu dock så blinder (1695 nr 278)
  - Du som fromma hjärtan vårdar = Herre, signe du och råde (1695 nr 413, 1819 nr 500, 1986 nr 77) Finns på Wikisource.
  - Du som i ditt ord förkunnar (endast 1819 nr 356)
  - Giv, o Jesu, fröjd och lycka (1695 nr 139, 1819 nr 413, 1986 nr 194)
  - Gode Gud, som lät mig hinna (endast 1819 nr 343)
  - Gud, i mina unga dagar (1921 nr 624, 1986 nr 582) Finns på Wikisource.
  - Helge Ande, du som samlar (1819 nr 148, 1937 nr 182)
  - Ljus av ljus, o morgonstjärna (1695 nr 356, 1819 nr 426, 1986 nr 488)
  - Opna tigh min munn och tunga (1695 nr 376)
  - Tack, o Gud, att i din kyrka (1921 nr 532, 1986 nr 370) Finns på Wikisource.
  - Var nu redo, själ och tunga (1695 nr 377, 1819 nr 443, 1937 nr 443)